# روبرتو دي أوليفيرا (لاعب كرة قدم)
روبرتو دي أوليفيرا (بالإنجليزية: Roberto de Oliveira)‏ هو لاعب كرة قدم أمريكي، ولد في 11 سبتمبر 1955 في بروكلين في الولايات المتحدة.